# Małgorzata von Waldeck
Małgorzata von Waldeck (ur. 22 maja 1533, zm. 15 marca 1554 w Brukseli) – była drugą córką i szóstym dzieckiem hrabiego Filipa IV Waldeck-Wildungen (1493–1574) i jego pierwszej żony Małgorzaty Ostfriesland (1500–1537).
Heski nauczyciel i etnograf Eckhard Sander wykorzystując historię i postać Małgorzaty napisał "Bajkę o królewnie Śnieżce i siedmiu krasnoludkach". Według dokumentów znajdujących się w miejskich archiwach Wildungen Małgorzata była znana z wyjątkowej urody i miała (podobnie jak Śnieżka) surową macochę  Katarzynę z Hatzfeld (zm.  1546). Kiedy Małgorzata miała około 16 lat, ojciec wysłał ją Marii Kastylijskiej siostry cesarza Karola V i gubernatorki Niderlandów do Brukseli, gdzie jak miał nadzieję uda się zawiązać korzystny mariaż.  Małgorzata bez problemów przeszła Siedmiogórze do Renu. W jej orszaku znajdowali się m.in. Lamoral hrabia Egmond i książę Filip, syn cesarza, który starał się o rękę Małgorzaty. Stan zdrowia hrabianki pogarszał się z dnia  na dzień aż  zmarła dnia 15 marca 1554 w wieku 21 lat. W kronice domu Waldeck istnieje wzmianka, że podtruwana była arszenikiem. Dowodzi tego między innymi jej chwiejne pismo w testamencie.